# Matosinhos e Leça da Palmeira
Matosinhos e Leça da Palmeira est une paroisse civile portugaise (en portugais : freguesia) de la municipalité de Matosinhos, dans le district de Porto.
Son nom officiel est União das freguesias de Matosinhos e Leça da Palmeira. Elle est créée par la loi no 11-A/2013 du 28 janvier 2013 portant réorganisation administrative du territoire des freguesias, en fusionnant les paroisses civiles de Matosinhos et Leça da Palmeira. Son siège est à Matosinhos.
Lors du recensement de 2021, Matosinhos e Leça da Palmeira compte 49 034 habitants.